# The Fugitive (film, 1912)
Pour les articles homonymes, voir The Fugitive.
The Fugitive est un film muet américain réalisé par Francis Ford et sorti en 1912.

## Fiche technique
- Réalisation : Francis Ford
- Production : Thomas H. Ince
- Durée : 10 minutes
- Date de sortie : États-Unis : 10 septembre 1912

## Distribution
- Francis Ford